# Едіп у Колоні
«Едіп у Колоні» (грец. Οἰδίπους ἐπὶ Κολωνῷ) — трагедія давньогрецького драматурга Софокла, що належить до фіванского циклу (куди також входять трагедії «Цар Едіп» і «Антігона»). Була поставлено вже після смерті Софокла.

## Сюжет
Цар Едіп, осліплений та вигнаний з Фів за вбивство свого батька і шлюб зі своєю матір'ю, поневіряється Грецією разом зі своєю дочкою Антігоною. Трагедія починається з того моменту, як Едіп з Антігоною приходять в Колон, поселення під Афінами, і зупиняються у священному гаю Ериній. Місцеві жителі хочуть прогнати Едіпа, проклятого богами, але він заявляє, що все вчинене ним було волею долі і він сам не несе за це відповідальності. Едіп вимагає зустрічі з місцевим правителем Тесеєм.
Тим часом прибуває друга дочка Едіпа Ісмена з вісткою про те, що Етеокл, син Едіпа скинув з фіванського престолу свого брата Полініка (який, своєю чергою, вигнав Едіпа з Фів) і тепер Полінік збирається на нього походом та результат цього походу залежить від того, де буде знаходитися могила Едіпа. Оскільки Едіп порушив межі священного гаю, Ісмена була змушена відлучитися від батька для здійснення обряду очищення. За її відсутності Тесей відвідує Едіпа, обіцяє йому своє заступництво, робить його громадянином Афін і йде, залишивши його під охороною хору.
З'являється Креонт і намагається переконати Едіпа повернутися до Фів, застерігаючи тим, що Едіп може знеславити всіх своїх нащадків, якщо не повернеться на батьківщину. Едіп відмовляється, згадуючи при цьому всі несправедливості, завдані йому Креонтом. Останній у гніві говорить, що схопив Ісмену, і наказує схопити Антігону. Хор закликає Тесея, який після розмови з Креонтом атакує зі своїм військом фіванців та відбиває дочок Едіпа.
Тесей радить Едіпові вирушити до храму Посейдона на зустріч з Едіповим сином Полініком. Едіп спочатку відмовляється, але потім піддається на вмовляння Антігони. Полінік просить у батька допомоги, але той проклинає Полініка та провіщає своїм синам загибель від рук один одного. Антігона намагається переконати Полініка не атакувати Фіви й зберегти життя собі та своєму братові, але Полінік не слухає її.
Лунає грім, Едіп сприймає його за знак наближення смерті. Він закликає Тесея, і разом з ним віддаляється, залишивши своїх дітей.
Прибуває посланець і заявляє, що Едіп відійшов у вічність. Далі він пояснює, як все відбулося: дочки приготували Едіпа до смерті, потім Едіп закликав Тесея, благословив його, взяв обіцянку піклуватися про Антигону та Ісмену і пішов у невідомому напрямку в супроводі Тесея, аби лише Афінський цар знав, де саме буде похований Едіп, причому цю таємницю Тесей мав передати у спадок своєму синові. Трагедія закінчується тим, що дочки Едіпа благають Тесея показати могилу батька, він відмовляється, але відповідає згодою на прохання жінок переправити їх до міста Фіви.

## Українські переклади
Трагедію «Едіп у Колоні» вперше українською переклав Іван Франко. 1989 року у видавництві «Дніпро» вийшов том перекладів трагедій Софокла, виконаних Борисом Теном та Андрієм Содоморою, серед яких був і «Едіп у Колоні»
- Софокл. Трагедії / Переклад Бориса Тена, Андрія Содомори. — К., 1989. [Архівовано 6 квітня 2015 у Wayback Machine.]